# Austin-Healey
Austin-Healey era una marca británica de automóviles deportivos fundada en 1952 durante el Salón del Automóvil de Earls Court en Londres, tras un acuerdo entre la British Motor Corporation (BMC) y la Donald Healey Motor Company (DHMC).
La marca debió su existencia a Leonard Lord (jefe de la BMC) y a Donald Healey (ingeniero, empresario, y expiloto de rally). Los dos hombres llegaron a un acuerdo cuando, al ver el prototipo de un nuevo descapotable llamado Healey Hundred diseñado por DHMC sobre la mecánica del Austin A90 Atlantic, Lord le dijo a Healey que la BMC lo podría fabricar y vender en mayor cantidad que la DHMC. Por entonces, Austin era una división de la BMC. Según el contrato, el coche se llamaría Austin-Healey 100 en lugar de Healey Hundred, lo fabricaría la BMC, la DHMC se ocuparía del desarrollo del modelo, y Donald Healey recibiría un porcentaje del precio de cada coche vendido.
El modelo 100 y las versiones posteriores del mismo (el 100-6 y el 3000) se conocen hoy en día como los "Big Healey", puesto que en 1958 se lanzó otro deportivo más pequeño con la mecánica del Austin A35: el Sprite. Como el 100, el Sprite fue diseñado por la DHMC y producido por la BMC. El último Big Healey se fabricó en 1968, y la marca desapareció en 1970 tras la terminación del acuerdo entre las dos empresas. El último Austin-Healey (un Sprite MkIV) salió de la fábrica en diciembre de ese año.
La gran mayoría de los Austin-Healey se produjeron en la fábrica de MG Motor (otra división de la BMC) en Abingdon-on-Thames.

## Modelos producidos
Entre 1953 y 1970, la BMC fabricó varias versiones de dos familias de Austin-Healey: los "Big Healey" y el Sprite.

### Austin-Healey 100
Motor de cuatro cilindros.
- 1953–55 Austin-Healey 100 (BN1)
- 1955 Austin-Healey 100S (versión especial para carreras)
- 1955–56 Austin-Healey 100 y 100M (BN2)

### Austin-Healey 100-Six
Motor de seis cilindros.
- 1956–57 Austin-Healey 100-Six (BN4)
- 1957–59 Austin-Healey 100-Six (BN5)
- 1958–59 Austin-Healey 100-Six (BN6)

### Austin-Healey 3000
Motor de seis cilindros.
- 1959–61 MkI (BN7: 2 plazas; BT7: 2+2)
- 1961–62 MII (BN7: 2 plazas; BT7: 2+2)
- 1962–63 MkII (BJ7: 2+2)
- 1963–67 MkIII (BJ8: 2+2)

### Austin-Healey Sprite
- 1958–61 MkI (AN5: conocido como "Frogeye" en Reino Unido y "Bugeye" en EE. UU.)
- 1961–62 MkII (HAN6)
- 1962–64 MkII (HAN7)
- 1964–66 MkIII (HAN8)
- 1966–69 MkIV (HAN9)
- 1969–70 MkIV (HAN10)

En 1971, tras la terminación del acuerdo con DHMC, BMC produjo el Austin Sprite (AAN10), casi idéntico al HAN10. 
A partir de 1961 la BMC produjo también el MG Midget, muy similar al Sprite.

## Competición
Durante los años 50 y 60, Austin-Healey se convirtió en una marca muy celebrada gracias a numerosas victorias con pilotos tales como Stirling Moss, su hermana Pat Moss, Pedro Rodríguez y el actor Steve McQueen.

## Video musical
- En el video de 1985 de la canción Everybody Wants to Rule the World de la banda británica Tears for fears aparece el vocalista Curt Smith conduciendo un Austin-Healey 3000.[5]